# Put (Zeitschrift)

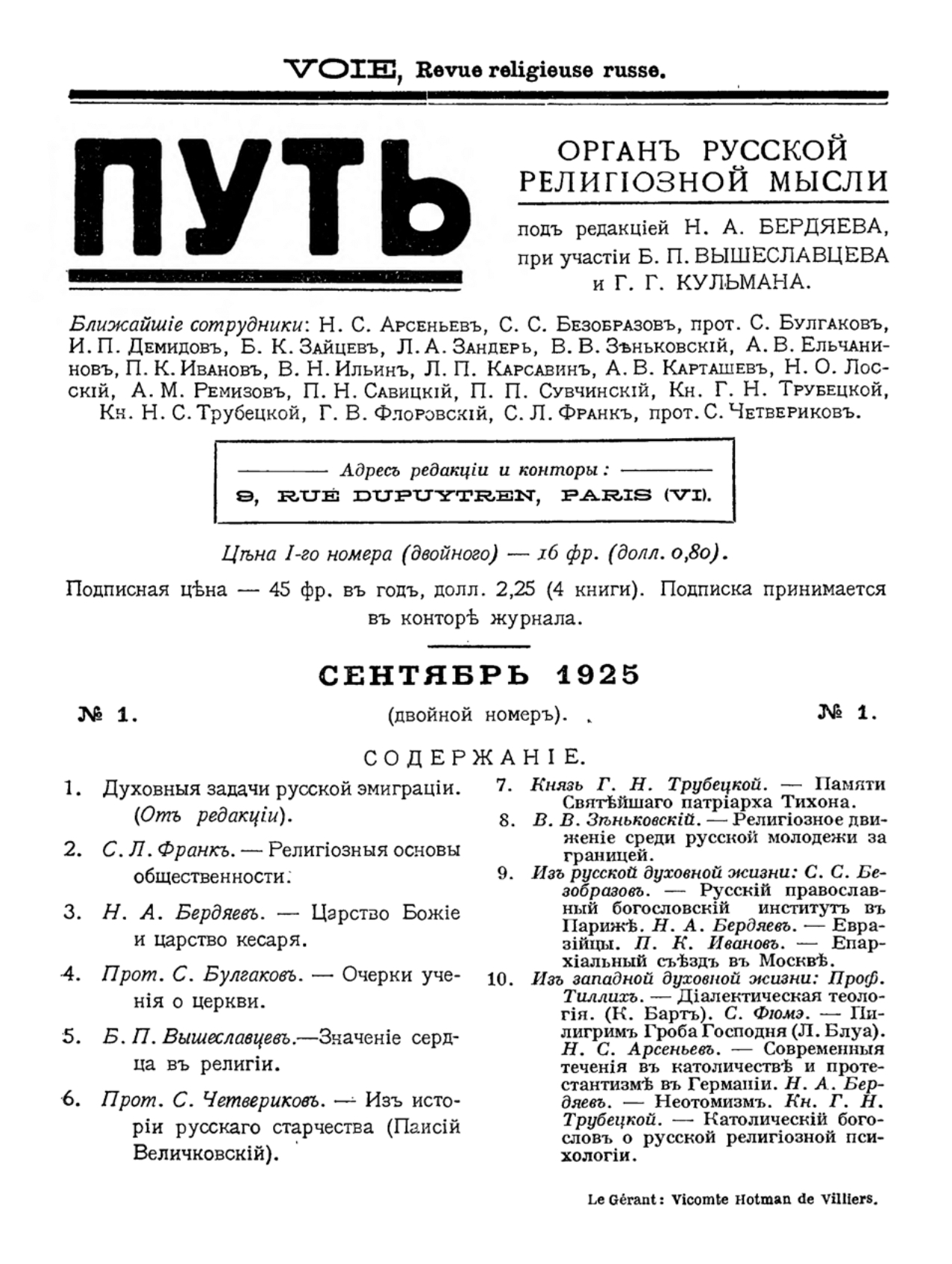
Put / Путь (frz. Voie), Heft Nr. 1, September 1925, S. 1

Put (russisch Путь, wiss. Transliteration Put' „Pfad“, „Weg“) bzw. mit französischen Zweittitel Voie, revue religieuse russe ist eine religiöse und philosophische Zeitschrift, die 1925–1940 von russischen Emigranten in Paris herausgegeben wurde. Die intellektuelle Zeitschrift war das „Organ des russischen religiösen Denkens“ im Exil. Sie wurde von September 1925 bis März 1940 in Paris in russischer Sprache (in der vorrevolutionären Rechtschreibung) veröffentlicht und hatte in dieser Zeit 61 Ausgaben, drei Ausgaben pro Jahr, mit einer Auflage von jeweils 1000 bis 1200 Exemplaren. Sie wurde von N. A. Berdjajew (1874–1948) herausgegeben und von 127 Autoren unterstützt.
Fünfzehn Jahre lang veröffentlichte die Zeitschrift philosophische Arbeiten zu religiösen Themen von europäischen Philosophen und Theologen, hauptsächlich aus Russland (Sergei Bulgakow, Anton Kartaschow, Nikolas Losski, Georgi Florowski, Simon Frank, Wladimir Ern), aber auch aus Frankreich, Deutschland und England: Jacques Maritain, Paul Archambault, Hans Philipp Ehrenberg, Raymond De Becker.

## Autoren der Zeitschrift
Philosophen:
- Nikolai Arsenjew (1888–1977),
- Sergei Besobrasow (1892–1965),
- Erzpriester Sergei Bulgakow (1871–1944),
- Lew Sander (1893–1934),
- Wassili Senkowskij (1881–1962),
- Lew Karsawin (1882–1952),
- Anton Kartaschow (1875–1960),
- Nikolai Losski (1870–1965),
- Pjotr Sawizki (1895–1968),
- Fürst Nikolai Trubezkoi (1890–1938),
- Erzpriester Georgi Florowski (1893–1979),
- Semjon Frank (1877–1950).

Theologen:
- Nikolai Glubokowski (1863–1937) – das älteste Mitglied der Belegschaft der Zeitschrift

Franzosen
- Jacques Maritain (1882–1973),
- Paul Archambault(1883–1950)

Belgier
- Raymond De Becker (1912–1969) – der jüngste Redakteur der Zeitschrift

Deutsche
- Paul Tillich (1886–1965),
- Hans Ehrenberg (1883―1958)

Engländer
- Sidney Leslie Ollard (1875–1949), anglikanischer Priester